# Rödskäggig fikonpapegoja
Rödskäggig fikonpapegoja (Cyclopsitta edwardsii) är en fågel i familjen östpapegojor inom ordningen papegojfåglar.

## Utbredning och systematik
Rödskäggig fikonpapegoja förekommer i låglänta områden på nordöstra Nya Guinea (från Yos Sudarso Bay till Huonviken). Den behandlas som monotypisk, det vill säga att den inte delas in i några underarter.

## Status och hot
Arten har ett stort utbredningsområde, men tros minska i antal, dock inte tillräckligt kraftigt för att den ska betraktas som hotad. Internationella naturvårdsunionen IUCN listar arten som livskraftig (LC).

## Namn
Fågelns vetenskapliga artnamn hedrar franska zoologen Henri Milne-Edwards (1800-1885). Tidigare kallades den edwardsfikonpapegoja även på svenska, men justerades 2023 till ett enklare och mer informativt namn av BirdLife Sveriges taxonomikommitté.